# Landtag Reuß jüngerer Linie (1907–1910)
Dieser Artikel behandelt den  Landtag Reuß jüngerer Linie 1907–1910.

## Landtag
Der Landtag Reuß jüngerer Linie wurde in zwei Kurien gewählt. Drei Mandate wurden durch die Höchstbesteuerten (HB) gewählt die anderen in allgemeinen Wahlen (AW) in Ein-Personen-Wahlkreisen bestimmt. Daneben bestand eine Virilstimme für den Inhaber des Reuß-Köstritzer Paragiums (RKP). Die Wahlen fanden am 30. September 1907 statt.
Als Abgeordnete wurden gewählt:
| Name                                 | Partei    | Wohnort          | Kurie | Wahlkreis | Anmerkung                                         |
| ------------------------------------ | --------- | ---------------- | ----- | --------- | ------------------------------------------------- |
| Gustav Oskar Döpel                   |           | Oettersdorf      | AW    | 9         |                                                   |
| Franz Hermann Drechsler              | SPD       | Debschwitz       | AW    | 6         |                                                   |
| Alexander Anton Oskar Fröb           | NLP       | Lobenstein       | AW    | 11        |                                                   |
| Ludwig Walther Fürbringer            | NLP       | Gera             | HB    |           |                                                   |
| Heinrich Friedrich Edwin Hartenstein | NLP       | Schleiz          | AW    | 7         |                                                   |
| Heinrich XXIV. von Reuß-Köstritz     |           | Köstritz         | RKP   |           | Verstorben am 2. Oktober 1910                     |
| Ludwig Ernst Huhn                    |           | Gera             | HB    |           |                                                   |
| Heinrich Gustav Kalb                 | FrVp      | Gera             | AW    | 2         |                                                   |
| Heinrich Gottlieb Knoch              |           | Hirschberg/Saale | AW    | 12        | Ab 19. April 1909 für Trömel                      |
| Wilhelm Leven                        | SPD       | Gera             | AW    | 4         |                                                   |
| Arno Luboldt                         | NLP       | Untermhaus       | HB    |           |                                                   |
| Franz Robert Martius                 |           | Klettigshammer   | AW    | 10        |                                                   |
| Heinrich Eduard Meier zur Kapellen   |           | Tanna            | AW    | 8         |                                                   |
| Otto Paul Trömel                     | FoVp      | Hirschberg/Saale | AW    | 12        | Am 16. Juli 1908 ausgeschieden. Nachfolger: Knoch |
| Emil Richard Vetterlein              | SPD       | Gera             | AW    | 3         |                                                   |
| Ludwig Hermann Voigt                 |           | Langenberg       | AW    | 5         |                                                   |
| Hermann Ernst Alfred Weber           | kons./NLP | Gera             | HB    |           |                                                   |

Unter dem Alterspräsidenten Walther Fürbringer wählte der Landtag Walther Fürbringer als Landtagspräsidenten. Als Vizepräsident wurde Oskar Fröb gewählt. Schriftführer war zunächst Paul Trömel und ab dem 21. April 1909 Eduard Meier zur Kapellen. Stellvertretender Schriftführer war Wilhelm Leven.
Der Landtag trat vom 27. Oktober 1907 bis zum 11. November 1910 in 52 öffentlichen Plenarsitzungen in zwei  Sitzungsperioden zusammen. Der Landtagsabschied datiert vom 11. November 1910.
Für die Zeit zwischen den Sitzungsperioden wurde ein Landtagsausschuss gewählt. Dieser bestand aus:
| Landesteil                      | Mitglied           | Stellvertreter | Von-Bis           |
| ------------------------------- | ------------------ | -------------- | ----------------- |
| Landesteil Gera                 | Walther Fürbringer | Paul Trömel    | bis 16. Juli 1908 |
| Landesteil Gera                 | Walther Fürbringer | Heinrich Knoch | ab 21. April 1909 |
| Landesteil Schleiz              | Oskar Fröb         | Oskar Döpel    |                   |
| Landesteil Lobenstein-Ebersdorf | Edwin Hartenstein  | Hermann Weber  |                   |